# Вааса (аэропорт)
Аэропорт Ваа́са (фин. Vaasan lentoasema, швед. Vasa flygplats) (ИАТА: VAA, ИКАО: EFVA) — аэропорт, находится в Вааса, Финляндия, около 9 км к юго-востоку от центра города Вааса. Это шестой по объёму пассажиропотока аэропорт Финляндии, в 2010 г. через него прошло 288 тыс. человек. В 2005 году и снова в 2008 году аэропорт Вааса был выбран аэропортом года в Финляндии. Регулярные линии аэропорта используются следующими авиакомпаниями: airBaltic, Blue1, Finnair и Flybe Nordic. Есть также чартерные рейсы, преимущественно в летнее время, в курортные районы южной Европы, а также Азии: в Болгарию, на Канарские острова (Испания), в Грецию, Испанию, Турцию и Таиланд.
В 2014 году компанией Finavia проведены значительные работы по модернизации аэропорта.

## Авиакомпании и направления

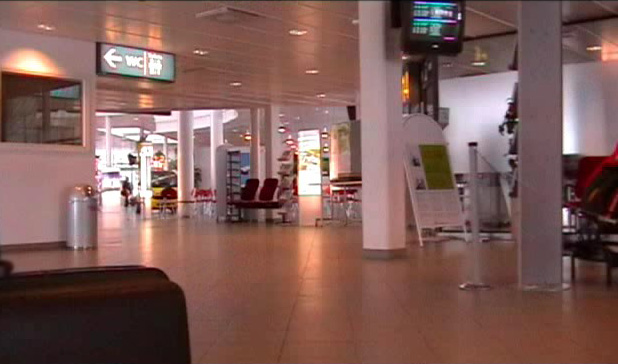
Терминал аэропорта внутри

## Пассажирская статистика
| Год  | Внутренние направления | Международные направления | Всего пассажиров | Изменения |
| ---- | ---------------------- | ------------------------- | ---------------- | --------- |
| 2000 | 227,523                | 98,851                    | 326,374          | +4.2 % ▲  |
| 2001 | 216,409                | 95,651                    | 312,060          | −4.4 % ▼  |
| 2002 | 194,651                | 74,466                    | 269,117          | −13.8 % ▼ |
| 2003 | 169,088                | 79,836                    | 248,924          | −7.5 % ▼  |
| 2004 | 166,836                | 94,480                    | 261,316          | +5.0 % ▲  |
| 2005 | 178,378                | 118,886                   | 297,264          | +13.8 % ▲ |
| 2006 | 195,045                | 111,106                   | 306,151          | +3.0 % ▲  |
| 2007 | 213,833                | 108,095                   | 321,928          | +5.3 % ▲  |
| 2008 | 234,447                | 108,948                   | 343,395          | +6.7 % ▲  |
| 2009 | 207,274                | 86,983                    | 294,257          | −14.3 % ▼ |
| 2010 | 194,102                | 94,040                    | 288,142          | −2.1 % ▼  |
| 2011 | 226,931                | 111,568                   | 338,499          | +18.0 % ▲ |